# 迪爾菲爾德鎮區 (愛荷華州奇克索縣)
迪爾菲爾德鎮區（英語：Deerfield Township）是位於美國愛荷華州奇克索縣的一個行政鎮區。

## 地方資料
根據2010年美國人口普查的數據，迪爾菲爾德鎮區的面積為138.92平方千米，當中陸地面積為138.92平方千米，而水域面積為0.00平方千米。當地共有人口417人，而人口密度為每平方千米3人。